# Acidoton microphyllus
Acidoton microphyllus är en törelväxtart som beskrevs av Ignatz Urban. Acidoton microphyllus ingår i släktet Acidoton och familjen törelväxter. Inga underarter finns listade i Catalogue of Life.